# Adaúfe (Celorico de Basto)
Adaúfe era, em 1747, um lugar pequeno da freguesia de São Miguel dos Gémeos, termo de Vila Nova de Basto, Comarca de Guimarães, segunda parte da visita de Basto, Arcebispado de Braga, Província de Entre Douro e Minho. Estava fundada na Serra de São Miguel, sendo de bom clima e ares saudáveis.